# Força Aérea dos Balcãs
A Força Aérea dos Balcãs (BAF) foi uma formação aérea Aliada que operou nos Balcãs durante a Segunda Guerra Mundial. Composta de unidades da Força Aérea Real (RAF) e da Força Aérea da África do Sul, estava sob o comando das Forças Aéreas Aliadas do Mediterrâneo. Esteve ativa entre 7 de junho de 1944 e 15 de julho de 1945. O vice-marechal do ar William Elliot e George Mills, ambos oficiais da RAF, foram os comandantes desta formação.
A BAF operou principalmente sobre a Iugoslávia, auxiliando os partisans iugoslavos contra a Alemanha, mas auxiliou ocasionalmente os movimentos de resistência na Grécia e na Albânia.

## História

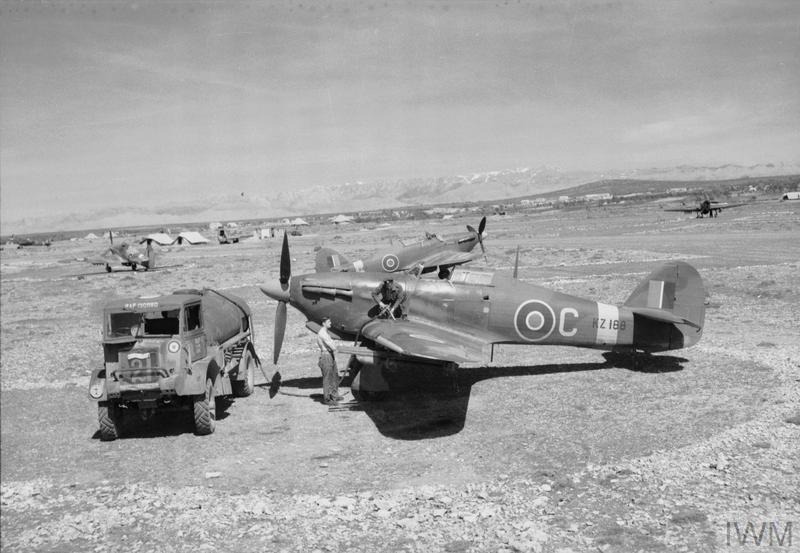
Hurricane Mark IV, KZ188 'C', do 6º Esquadrão da RAF sendo reabastecido, dentre outras aeronaves do esquadrão, em Prkos, Iugoslávia

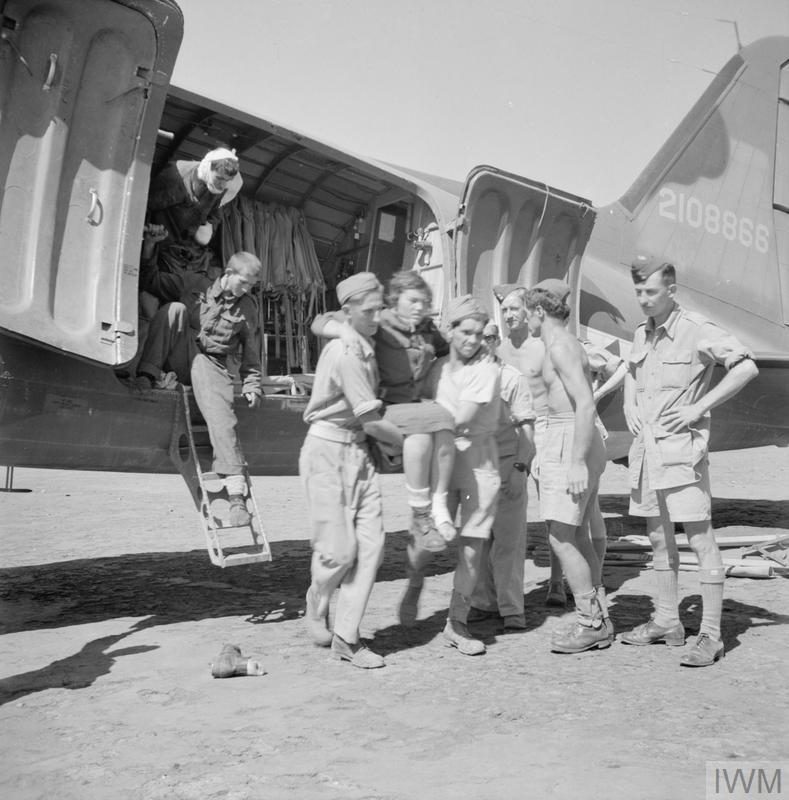
A RAF evacuando partisans feridos da Iugoslávia. Uma mulher partisan ferida sendo carregada de uma das aeronaves de transporte na chegada na Itália em 1944

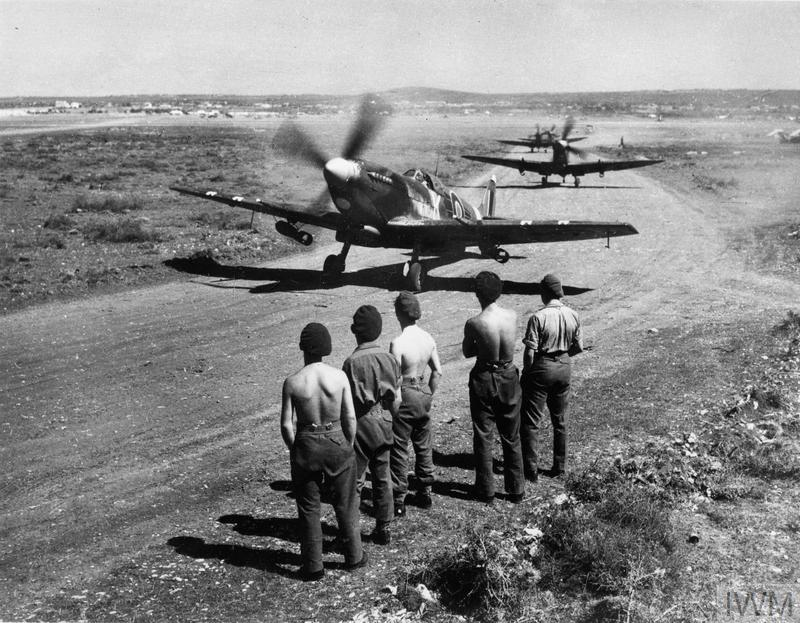
Supermarine Spitfire Mark IX do 73º Esquadrão da RAF, cada um com duas bombas 250-lb GP, taxiando para a pista em Prkos, Iugoslávia, para efetuar um ataque contra tropas alemãs em retirada e linhas de suprimentos. Os Spitfire estão sendo cuidados, no fundo da imagem, por uma arma Bofors do 2914 Esquadrão Antiaéreo Leve da RAF, que fornecia defesa antiaérea para o aeródromo.

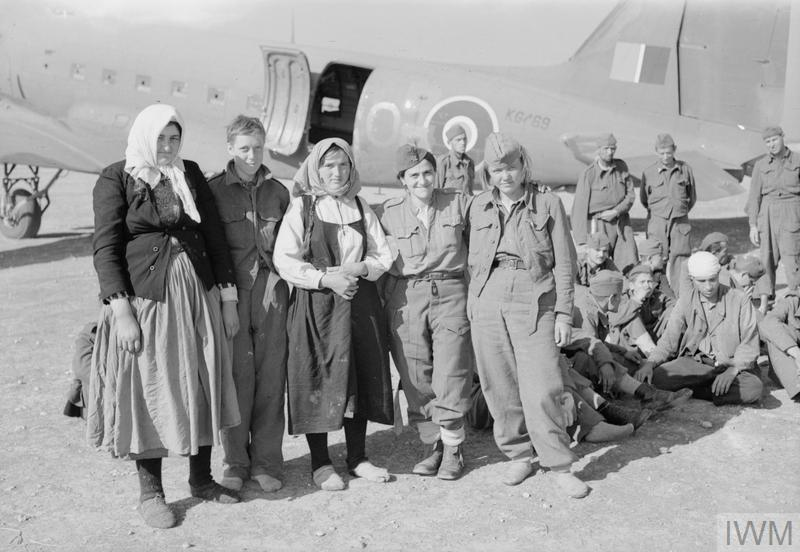
Um grupo de mulheres partisans e civis com outros membros do Exército de Liberação Nacional Iugoslavo após a chegada via evacuação aérea em Bari, Itália, em um Douglas Dakota Mark III, KG469 'H', do 267º Esquadrão da RAF, visto no fundo da imagem. Entre maio de 1944 e a primavera de 1945, cerca de 50.000 partisans e civis feridos e doentes foram evacuados da Iugoslávia para a Itália por meio da Força Aérea dos Balcãs.

A formação aérea foi baseada em Bari na Itália, e foi formada em 7 de junho de 1944, de forma a simplificar os arranjos do comando dos Aliados para suporte aéreo das operações da Executiva de Operações Especiais nos Balcãs, ao longo do Mar Adriático, Egeu e Jônico. A Força Aérea do Deserto estava encarregada destas operações, mas sua função principal era auxiliar as tropas do 8.º Exército Britânico da Comunidade das Nações que estava lutando pela Itália, de forma que cumprir as operações sobre os Balcãs era uma distração. A Força Aérea dos Balcãs era subordinada às Forças Aéreas Aliadas do Mediterrâneo, a formação aérea Aliada no Mediterrâneo.

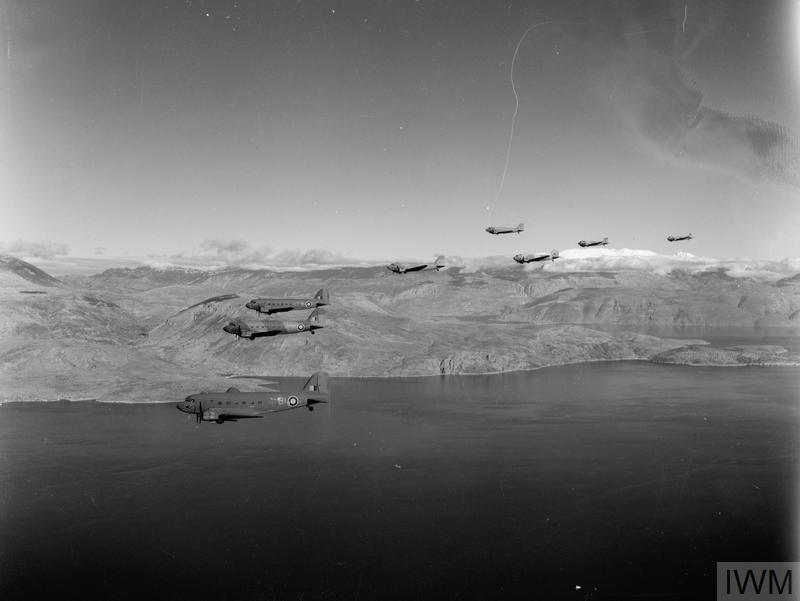
Uma formação de Douglas Dakota Mark III do 267º Esquadrão da RAF baseada em Bari, Itália, voando ao longo da costa dos balcãs

A BAF fornecia auxílio principalmente às operações dos partisans iugoslavos, liderada por Josip Broz Tito contra as forças alemãs na Iugoslávia, mas também forneciam auxílio para organizações de resistência na Grécia e na Albânia. Transportava suprimentos aos partisans, evacuava os feridos, levava agentes para os ajudar e fornecia suporte aéreo em suas operações contra as tropas alemãs. 
A Força Aérea dos Balcãs era uma unidade multinacional, com 15 tipos de aeronaves e homens de oito nações: Grécia, a co-beligerante Itália, Polônia, África do Sul, Iugoslávia, Reino Unido, Estados Unidos e União Soviética (um esquadrão de transporte). Entre seu início e maio de 1945, a BAF realizou 38.340 voos, lançou 6.650 toneladas de bombas, enviou 16.440 toneladas de suprimentos e transportou 2.500 indivíduos para a Iugoslávia e retirou 19.000 (a maior parte feridos).
Ao aproximar-se o fim de sua existência, operou um pequeno número de unidades a partir de solo iugoslavo para atacar os alemães em retirada. Entretanto, desacordos com Tito (particularmente a prisão de membros do Serviço de Bote Especial em 13 de abril de 1945, apesar de alguns terem sido soltos rapidamente) fez com que todas as forças terrestres britânicas se retirassem, apesar de algumas aeronaves da BAF operando a partir de Zadar continuarem a dar auxílio à ofensiva partisan. Entre 19 de março e 3 de maio, realizou 2.727 voos, atacando a rota de fuga dos alemães de Sarajevo a Zagreb e auxiliando o 4º Exército Iugoslavo a avançar de Bihać para Rijeka.
A Força Aérea dos Balcãs foi encerrada em 15 de julho de 1945. Durante sua curta existência, foi comandada pelo Vice-Marechal do Ar William Elliot e George Mills, ambos da Força Aérea Real.

## Operações
William Deakin, que havia se encontrado com os partisans em maio como representante do Quartel General do Oriente Médio, foi colocado como conselheiro na recém-formada Força Aérea dos Balcãs, sob comando do então Vice-Marechal do Ar Elliott, com sede em Bari, Itália. Esta estrutura assumiu a responsabilidade de todas as operações terrestres, marítimas e aéreas da Europa Central e Sudeste.
Fitzroy Maclean, o líder da missão militar britânica dos partisans disse que, como a Força Aérea dos Balcãs também estava responsável pelo "planejamento e coordenação de transporte de todos os suprimentos" aos partisans, "me deu uma autoridade única com a qual eu podia lidar diretamente e era de uma vantagem incalculável para obter rápidos resultados". Isto foi decisivo em permitir que os partisans suportassem o ataque em Drvar (sétima ofensiva).
Grande parte do planejamento da Operação Ratweek para impedir a retirada alemã dos balcãs foi feito no quartel general da BAF. Esta operação foi iniciada em 1 de setembro de 1944 e também envolveu a Marinha Real Britânica, os Partisans iugoslavos, cinquenta B-17 Flying Fortress da Força Aérea dos Estados Unidos, chamados para bombardear Leskovac e impedir a retirada alemã, apesar de muitas casualidades civis.
O Serviço de Terminal Aéreo dos Balcãs (BATS) foi formado pela BAF para melhorar o fornecimento de materiais para os partisans. Equipes do BATS utilizavam páraquedas para pousar na Iugoslávia e encontrar-se com os partisans. Juntos, estabeleciam pistas de pouso para que as aeronaves de transporte pudessem pousar. Através destes aeródromos, mais suprimentos podiam ser entregues aos partisans e os feridos poderiam ser levados para tratamento, além da entrega e remoção de equipes da Executiva de Operações Especiais (britânicos) e do Escritório de Serviços Estratégicos (americano).

## Unidades
- 13º Esquadrão de Bombardeiros Leves RHAF
- 25º Esquadrão da SAAF
- 37º Esquadrão da RAF
- 39º Esquadrão da RAF
- 351º Esquadrão da RAF
- 352º Esquadrão da RAF
- 1435º Esquadrão da RAF
- 281ª Ala da RAF
  - 6º Esquadrão da RAF – Hawker Hurricane para ataque ao solo
- 283ª Ala da RAF
  - 213º Esquadrão da RAF
- 334ª Ala da RAF
  - 267º Esquadrão da RAF, além das operações nos Balcãs, o 267º Esquadrão podia alcançar a Polônia e realizou operações para levar e buscar agentes.
  - 60º Grupo de Transporte de Tropas – Dakota

De junho de 1944 em diante, uma unidade soviética de 12 Dakota e 12 caças Yakovlev para dar auxílio à missão militar da União Soviética aos partisans e fornecer suprimentos.
No mesmo momento, a BAF coordenou operações na área do Mar Adriático com forças terrestres e navais sob o comando do almirante em Taranto.

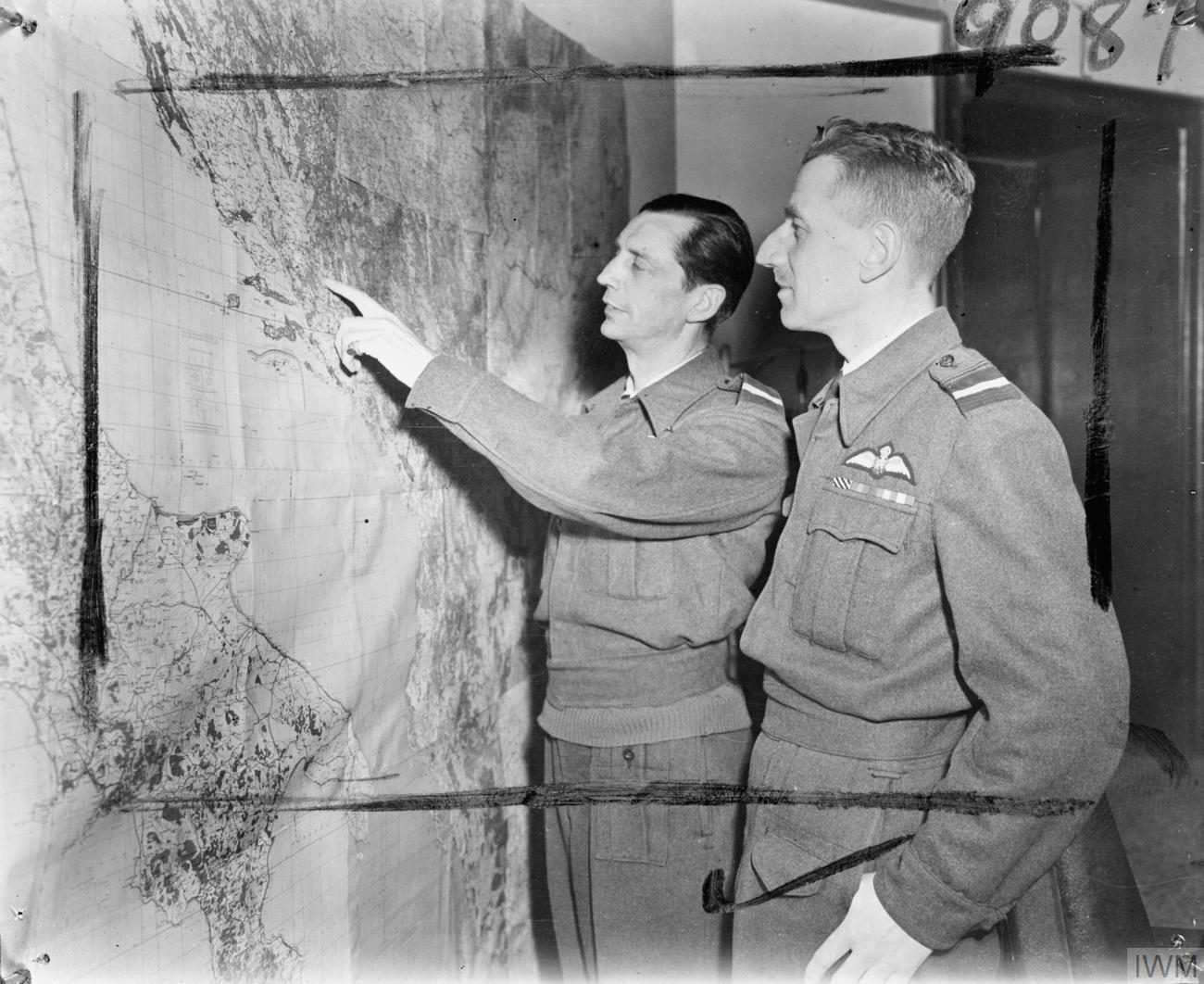
Vice-Marechais do Ar W. Elliot e G. H. Mills no Quartel General da BAF, Bari, 1945